# Salvador (Beja)
Salvador is een plaats (freguesia) in de Portugese gemeente Beja en telt 5 774 inwoners (2001).